# Villette-lès-Dole
Villette-lès-Dole är en kommun i departementet Jura i regionen Bourgogne-Franche-Comté i östra Frankrike. Kommunen ligger i kantonen Dole-Nord-Est som tillhör arrondissementet Dole. År 2022 hade Villette-lès-Dole 798 invånare.

## Befolkningsutveckling
Antalet invånare i kommunen Villette-lès-Dole
Referens:INSEE